# Ey Iran
Ey Iran (tiếng Ba Tư: ای ایران, [ʔej ʔiːˈɾɒːn]) là một bài hát Iran phổ biến, và được coi là bài quốc ca de facto không chính thức của nước này.

## Lời
| Ký tự Ba Tư-Ả Rập | Bảng chữ cái UniPers | Chuyển tự IPA |
| ١ ای ایران ای مرز پرگهر ای خاکت سرچشمه هنر دور از تو اندیشه بدان پاینده مانی تو جاودان ای دشمن ار تو سنگ خاره‌ای من آهنم جان من فدای خاک پاک میهنم :برگردان مهر تو چون شد پیشه‌ام دور از تو نیست اندیشه‌ام در راه تو کی ارزشی دارد این جان ما پاینده باد خاک ایران ما ٢ سنگ کوهت در و گوهر است خاک دشتت بهتر از زر است مهرت از دل کی برون کنم برگو بی‌مهر تو چون کنم تا گردش جهان و دور آسمان به پاست نور ایزدی همیشه رهنمای ماست برگردان ٣ ایران ای خرم بهشت من روشن از تو سرنوشت من گر آتش بارد به پیکرم جز مهرت در دل نپرورم از آب و خاک و مهر تو سرشته شد گلم مهر اگر برون رود تهی شود دلم برگردان | I Ey Irân ey marze por gohar Ey xâkat sarcešmeye honar Dur az to andišeye badân Pâyande mâni to jâvedân Ey došman ar to sange xâreyi, man âhanam Jâne man fadâye xâke pâke mihanam Bargardân: Mehre to con šod pišeam Dur az to nist andišeam Dar râhe to key arzeši dârad in jâne mâ Pâyande bâd xâke Irâne mâ II Sange kuhat dorro gohar ast Xâke daštat behtar az zarast Mehrat az del key borun konam Bargu bimehre to cun konam Tâ gardeše jahâno dowre âsemân bepâst Nure izadi hamiše rahnamâye mâst Bargardân III Irân ey xorram behešte man Rowšan az to sarnevešte man Gar âtaš bârad be peykaram Joz mehrat dar del naparvaram Az âbo xâko mehre to serešte šod gelam Mehr agar borun ravad tohi šavad delam Bargardân | 1 [ej iːɾɒːn ej mæɾze poɾ ɡohæɾ] [ej xɒːkæt sæɾtʃeʃmeje honæɾ] [duːɾ æz to ændiːʃeje bædɒːn] [pɒːjænde mɒːniː to dʒɒːvedɒːn] [ej doʃmæn æɾ to sæŋɡe xɒːɾejiː \| mæn ɒːhænæm] [dʒɒːne mæn fædɒːje xɒːke pɒːke miːhænæm] [bæɾgæɾdɒːn] [mehɾe to tʃon ʃod piːʃeæm] [duːɾ æz to niːst ændiːʃeæm] [dæɾ rɒːhe to kej æɾzeʃiː dɒːɾæd iːn dʒɒːne mɒː] [pɒːjænde bɒːd xɒːke iːɾɒːne mɒː] 2 [sæŋɡe kuːhæt doro ɡohæɾ æst] [xɒːke dæʃtæt behtæɾ æz zæɾæst] [mehɾæt æz del kej boɾuːn konæm] [bæɾɡuː biːmehɾe to tʃuːn konæm] [tɒː ɡæɾdeʃe dʒæhɒːno dowɾe ɒːsemɒːn bepɒːst] [nuːɾe iːzædiː hæmiːʃe ræhnæmɒːje mɒːst] [bæɾgæɾdɒːn] 3 [iːɾɒːn ej xoræm beheʃte mæn] [rowʃæn æz to sæɾneveʃte mæn] [ɡæɾ ɒːtæʃ bɒːɾæd be pejkæɾæm] [dʒoz mehɾæt dæɾ del næpæɾvæɾæm] [æz ɒːbo xɒːko mehɾe to seɾeʃte ʃod ɡelæm] [mehɾ æɡæɾ boɾuːn rævæd tohiː ʃævæd delæm] [bæɾgæɾdɒːn] |